# 트릭 포니
트릭 포니(Trick Pony)는 미국의 컨트리 밴드이다.

## 디스코그래피
- Trick Pony (2001)
- On a Mission (2002)
- R.I.D.E. (2005)